# HMS Zulu (F18)
Lo HMS Zulu (pennant number F18) fu un cacciatorpediniere della Royal Navy britannica appartenente alla classe Tribal, entrato in servizio nel settembre del 1938; attivo durante la seconda guerra mondiale sia in Atlantico che in Mediterraneo, fu affondato da un attacco aereo il 14 settembre 1942 al largo di Tobruch, in Libia, durante gli eventi relativi all'operazione Daffodil.

## Storia
Impostata nei cantieri della Alexander Stephen and Sons di Glasgow il 10 agosto 1936, la nave fu varata il 23 settembre 1937 con il nome di Zulu in onore dell'omonimo gruppo etnico del Sudafrica, seconda unità della Royal Navy a portare questo nome. L'unità entrò poi in servizio il 6 settembre 1938 e fu assegnata alla 2nd Destryer Flotilla di stanza nel Mediterraneo, raggiungendo Malta il 18 novembre seguente; il pennant number, inizialmente L18, fu modificato in F18 in dicembre. Nel febbraio del 1939 lo Zulu partecipò alle esercitazioni della Home Fleet al largo di Gibilterra, mentre in agosto prese parte a estese esercitazioni della Mediterranean Fleet nel Mar Egeo. Dopo l'inizio della seconda guerra mondiale il 3 settembre, l'unità partecipò alle operazioni di contrasto al contrabbando a favore della Germania nazista rientrando poi nelle acque di casa in ottobre per partecipare alla scorta dei convogli britannici nel Mare del Nord; problemi alle pale delle turbine e di perdita d'acqua dai serbatoi, comuni alle unità della sua classe, obbligarono in dicembre lo Zulu a lavori di riparazione a Rosyth e poi Leith comprendenti anche la demagnetizzazione dello scafo, protrattisi fino al marzo del 1940.

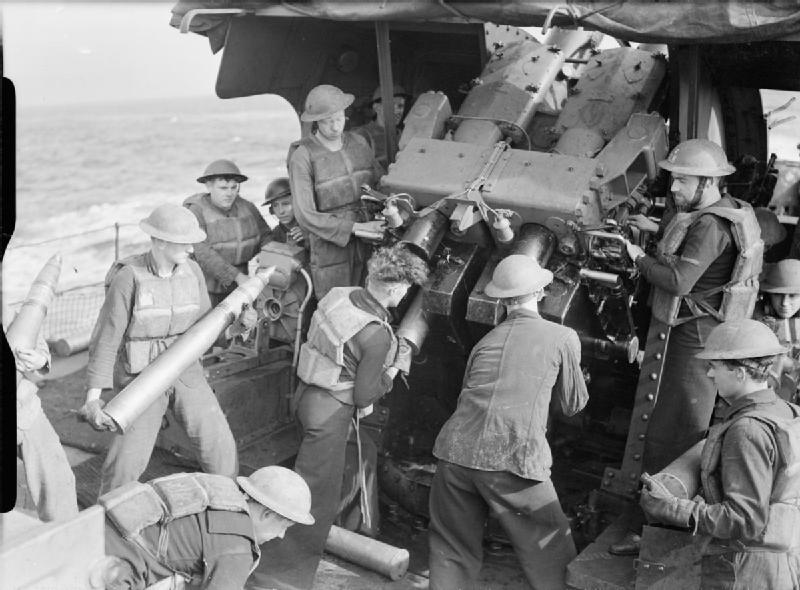
Artiglieri dello Zulu si addestrano con uno dei pezzi da 4,7 in

Nell'aprile seguente lo Zulu partecipò alla campagna di Norvegia come unità di scorta per i convogli navali e per gli incrociatori della Home Fleet, e l'11 maggio affondò insieme all'incrociatore HMS Calcutta il cargo Nord Norge, impiegato dai tedeschi per trasportare truppe nella zona di Mo i Rana; rientrato in patria, il 30 agosto lo Zulu fece detonare una mina ad attivazione acustica riportando significativi danni strutturali che lo bloccarono in cantiere per le riparazioni fino al gennaio 1941. Dopo un periodo in forza alla Home Fleet, in maggio l'unità fu assegnata alla scorta dei convogli mercantili in Atlantico; il 26 maggio il cacciatorpediniere fu richiamato come scorta alle navi da battaglia britanniche impegnate nella caccia alla Bismarck, partecipando quindi alla distruzione della grande unità tedesca il giorno seguente. Dopo altre operazioni di scorta ai convogli atlantici e lavori di riparazione e ammodernamento tra giugno e luglio, il 10 settembre lo Zulu fu assegnato alla Force H di Gibilterra per partecipare alla scorta dei convogli di rifornimento diretti a Malta e tra il 24 e il 28 settembre prese parte all'operazione Halberd.
Nel dicembre 1941 l'unità fu riassegnata alla Mediterranean Fleet, per poi essere distaccata a Malta l'8 gennaio 1942 in forza alla Force K prendendo parte a svariate operazioni di scorta di convogli diretti sull'isola; il 22 marzo lo Zulu prese parte alla seconda battaglia della Sirte contro la flotta italiana, subendo alcuni danni strutturali a causa di manovre svolte ad alta velocità che richiesero un periodo di riparazioni ad Alessandria d'Egitto in aprile. Tra il 12 e il 16 giugno il cacciatorpediniere partecipò alla battaglia di mezzo giugno con la Mediterranean Fleet, subendo vari attacchi aerei e di motosiluranti tedesche senza tuttavia riportare danni; dislocato al largo delle coste della Siria, il 4 agosto lo Zulu partecipò insieme ad altri tre cacciatorpediniere all'affondamento del sommergibile tedesco U-372 a sud-ovest di Haifa.
L'11 settembre 1942 lo Zulu fu assegnato all'operazione Daffodil, un tentativo di catturare con uno sbarco anfibio il porto libico di Tobruch onde renderlo inservibile come punto di rifornimento per le forze dell'Asse; imbarcato un contingente di Royal Marines, il cacciatorpediniere raggiunse il suo obiettivo nella notte tra il 13 e il 14 settembre, ma il tentativo di sbarco fu respinto dalla decisa resistenza della guarnigione italiana e dal fuoco delle batterie costiere. Lo Zulu tentò di prendere a rimorchio il pari classe HMS Sikh, rimasto gravemente danneggiato dal tiro dell'artiglieria costiera, ma dovette desistere e allontanarsi a causa del fuoco nemico; sottoposto a incessanti attacchi aerei degli M.C.200 del 13º Gruppo caccia intorno alle 16:00 il cacciatorpediniere fu colpito da una bomba che perforò la fiancata ed esplose all'interno del locale macchine: immobilizzata, la nave fu presa a rimorchio dal cacciatorpediniere HMS Hursley ma alle 19:00, con solo un centinaio di miglia da percorrere fino ad Alessandria, iniziò ad affondare rapidamente e fu evacuata dall'equipaggio. La nave infine si capovolse e colò a picco nella posizione 32º 00' N, 28º 56' E; l'equipaggio contò dodici morti, un ferito e 24 dispersi nell'azione.